# Setembre Negre
Setembre Negre (àrab: أيلول الأسود, Aylūl al-Aswad) va ser una organització armada radical de guerrillers palestins, creada el 1970. Va tenir vincles amb diversos grups de l'Organització per a l'Alliberament de Palestina (OAP), principalment amb Al-Fatah. Hom creu que l'organització va arribar a estar controlada per Yasser Arafat, el dirigent i cofundador de l'OAP, per bé que aquest extrem no ha estat mai demostrat.
El nom de l'organització va ser manllevat del Setembre Negre de Jordània, un conflicte iniciat el mes de setembre de 1970, en el qual s'enfrontaren militants d'organitzacions palestines contra l'exèrcit de Jordània i que finalitzà el juliol de 1971 amb l'expulsió de l'OAP al Líban. L'apel·latiu «negre», doncs, és una referència luctuosa al fet que lluitaren de forma «fratricida» àrabs contra àrabs, i no pas àrabs contra israelians, com era de costum.
La primera acció del grup fou l'assassinat del primer ministre de Jordània, Wasfi Tall, el 28 de novembre de 1971. L'execució era la resposta al paper clau que jugà Wasfi Tall en l'expulsió dels combatents palestins de Jordània entre 1970-1971.
Ara bé, l'acció més coneguda i que donà un major ressò internacional a l'organització fou, sens dubte, l'anomenada massacre de Múnic, on activistes de Setembre Negre segrestaren i assassinaren un grup d'onze atletes israelians durant la celebració dels Jocs Olímpics de Múnic, l'estiu de 1972.
Altres accions atribuïdes a Setembre Negre són:
- Desembre de 1971: intent d'assassinat de l'ambaixador de Jordània a Londres, Zayd al-Rifa`i.
- Febrer de 1972: sabotatge d'una instal·lació elèctrica a la República Federal d'Alemanya occidental i d'una planta de gas als Països Baixos.
- Maig de 1972: segrest d'un avió de la companyia belga Sabena que cobria el vol entre Viena i Tel-Aviv.
- Març de 1973: atemptat contra l'ambaixada de l'Aràbia Saudita a Khartum (Sudan) on moriren l'encarregat d'afers estrangers dels Estats Units, J. Curtis Moore, l'ambaixador estatunidenc, Cleo Noel, i l'encarregat d'afers exteriors de Bèlgica, Guy Eid.

Després d'aquest darrer atemptat l'organització es dissolgué, possiblement per pressions de l'OAP que veia en Setembre Negre i les seves activitats més un fre que no una ajuda a la causa palestina.